# Ferrari SF15-T
Chronologie des modèles (2015)
Ferrari F14 T Ferrari SF16-H
La Ferrari SF15-T est la monoplace de Formule 1 engagée par la Scuderia Ferrari dans le cadre du championnat du monde de Formule 1 2015. Elle est pilotée par l'Allemand Sebastian Vettel, en provenance de l'écurie autrichienne Red Bull Racing, et par le Finlandais Kimi Räikkönen, présent depuis 2014. Les pilotes-essayeurs sont le Mexicain Esteban Gutiérrez et le Français Jean-Éric Vergne.
Conçue par l'ingénieur britannique James Allison, la SF15-T est présentée le 30 janvier 2015 à l'usine de Maranello en Italie. Succédant à la Ferrari F14 T de 2014 comme simple évolution de cette dernière, qui a réalisé la plus mauvaise saison de l'écurie depuis 1993, la SF15-T se distingue par son poids, augmenté de onze kilogrammes.
Cette voiture fait de la Scuderia Ferrari la deuxième force du plateau derrière Mercedes Grand Prix. Sebastian Vettel est le seul pilote à battre les Flèches d'Argent au cours de la saison, s'imposant en Malaisie, en  Hongrie et à Singapour (où il signe la seule pole position non réalisée par Lewis Hamilton ou Nico Rosberg),  accumule treize podiums et termine troisième du classement pilotes, devant son coéquipier Kimi Raikkonen qui obtient pour sa part trois podiums et termine quatorze fois dans les points.

## Création de la monoplace
Nommée en interne Progetto 666, la Scuderia Ferrari révèle le nom de sa monoplace, la SF15-T, le 26 janvier 2015.
La Ferrari SF15-T se distingue notamment par son nez, long et plongeant à l'image de la McLaren MP4-30, mais aux points d'attache plats. L'aileron avant utilise huit éléments sur ses bords extérieurs, aux plans plutôt uniformes. La monoplace italienne diffère de toutes ses concurrentes par ses suspensions à tirants qui offrent un bénéfice aérodynamique, tout en reprenant le dessin des bras de suspension inférieur avant de la Mercedes AMG F1 W05 de 2014. La prise d'air principale de la SF15-T est complétée par une autre, en dessous, comme sur la F14 T. 
Concernant l'arrière de la monoplace, James Allison, le directeur technique de Ferrari, explique que tous les composants ont été logés « dans un volume plus compact sous la carrosserie », à la suite de recherches en soufflerie et au bureau d'études de l'écurie, afin de construire des radiateurs qui permettent plus de refroidissement que sur la F14 T, afin de pouvoir « resserrer davantage l'arrière de la monoplace ». L'aileron arrière est soutenu par un fin pilier central en cou de cygne. La SF15-T innove en présentant des incisions horizontales dans les panneaux latéraux de l'aileron arrière, le but étant d'évacuer l'air derrière les roues arrière afin de réduire la traînée et optimiser la dépression derrière le diffuseur, dont l'évasement extrait un maximum de flux d'air sous le fond plat.
James Allison évoque la silhouette des monoplaces de la saison 2015 : « Toutes les voitures sur la grille en 2015 vont paraître plus attirantes, surtout à l'avant, au niveau du nez : après avoir essayé pendant quelques années, je pense que nous avons enfin trouvé une réglementation qui obtient ce que nous recherchions du point de vue de la sécurité, et qui ne crée pas les formes disgracieuses rencontrées ces dernières saisons ».
Maurizio Arrivabene, le directeur de la Scuderia Ferrari, confie que la SF15-T est prête depuis décembre 2014 et annonce que l'objectif de l'écurie est de remporter deux courses en 2015. Arrivabene place cette saison sous le signe du fondateur de la marque, Enzo Ferrari : « Enzo Ferrari le disait il y a bien longtemps, la plus belle voiture est celle qui gagne. L'année dernière, nous avions une voiture franchement moche et en plus elle ne gagnait pas ! J'apprécie cette nouvelle voiture esthétiquement ; je ne sais pas encore quelles seront ses performances mais elle est vraiment sexy. La philosophie de Ferrari n'a pas été affectée par les changements, elle a été dictée par le fondateur, Enzo Ferrari. Nous voulons améliorer l'esprit d’équipe, faire grandir la passion qui semblait un peu perdue ces dernières années et travailler ensemble vers le même objectif : gagner le plus possible ».
Fidèle à sa tradition d’attribuer un surnom féminin à ses voitures depuis 2010, Sebastian Vettel a prénommé sa monoplace Eva.

## Résultats en championnat du monde de Formule 1
| Saison | Écurie           | Moteur                              | Pneus   | Pilotes          | Courses | Courses | Courses | Courses | Courses | Courses | Courses | Courses | Courses | Courses | Courses | Courses | Courses | Courses | Courses | Courses | Courses | Courses | Courses | Points inscrits | Classement |
| Saison | Écurie           | Moteur                              | Pneus   | Pilotes          | 1       | 2       | 3       | 4       | 5       | 6       | 7       | 8       | 9       | 10      | 11      | 12      | 13      | 14      | 15      | 16      | 17      | 18      | 19      | Points inscrits | Classement |
| ------ | ---------------- | ----------------------------------- | ------- | ---------------- | ------- | ------- | ------- | ------- | ------- | ------- | ------- | ------- | ------- | ------- | ------- | ------- | ------- | ------- | ------- | ------- | ------- | ------- | ------- | --------------- | ---------- |
| 2015   | Scuderia Ferrari | Ferrari V6 turbo hybride Type 059/4 | Pirelli |                  | AUS     | MAL     | CHI     | BAH     | ESP     | MON     | CAN     | AUT     | GBR     | HON     | BEL     | ITA     | SIN     | JAP     | RUS     | USA     | MEX     | BRÉ     | ABU     | 428             | 2e         |
| 2015   | Scuderia Ferrari | Ferrari V6 turbo hybride Type 059/4 | Pirelli | Sebastian Vettel | 3e      | 1er     | 3e      | 5e      | 3e      | 2e      | 5e      | 4e      | 3e      | 1er     | 12e     | 2e      | 1er     | 3e      | 2e      | 3e      | Abd     | 3e      | 4e      | 428             | 2e         |
| 2015   | Scuderia Ferrari | Ferrari V6 turbo hybride Type 059/4 | Pirelli | Kimi Räikkönen   | Abd     | 4e      | 4e      | 2e      | 5e      | 6e      | 4e      | Abd     | 8e      | Abd     | 7e      | 5e      | 3e      | 4e      | 8e      | Abd     | Abd     | 4e      | 3e      | 428             | 2e         |

Légende : ici